# Jeon Ji-soo
Jeon Ji-soo (in hangŭl: 전지수; in hanja: 全志秀; 13 dicembre 1985) è un'ex pattinatrice di short track sudcoreana.

## Palmarès
- Campionati mondiali

Milano 2015: oro nella staffetta 3000 m;
Budapest 2006: oro nel team;
Mosca 2015: oro nella staffetta 3000 m;
- Universiade

Erzurum 2011: oro nella staffetta 3000 m;
- Giochi asiatici

Changchun 2007: argento nella staffetta 3000 m;
- Campionati mondiali giovanili

Belgrado 2005: oro nei 1000 m; argento in classifica generale; argento nei 1500;